# رينو 12
رينو 12 سيارة من إنتاج مصنع السيارات الفرنسي رينو.وتصنف السيارة كـ سيارة عائلية كبيرة.وتلاه رينو 18.
بدأ إنتاجها سنة 1969 واستمر إلى غاية سنة 1980.
بلغت مبيعات هذه السيارة 2500000 وحدة